# Nitrylfluorid
Nitrylfluorid je anorganická sloučenina se vzorcem NO2F, bezbarvý plyn a silné oxidační činidlo, používaná jako fluorační činidlo a navržená jako oxidant v raketových palivech (k takovému použití ovšem nikdy nedošlo).
Jedná se o molekulovou, nikoliv iontovou sloučeninu, což se odráží v nízké teplotě varu. Molekula je rovinná, s vazbou N-F o délce 135 pm.

## Příprava
Henri Moissan a Paul Lebeau popsali v roce 1905 přípravu nitrylfluoridu fluorací oxidu dusičitého. Reakce je vysoce exotermní, což vedlo ke vzniku řady vedlejších produktů. Jednodušší metoda nevyžaduje plynný fluor, místo něj se používá fluorid kobaltitý při teplotě 300 °C:
NO2 + CoF3 → NO2F + CoF2
CoF2 lze přeměnit zpět na CoF3.
Byly popsány i jiné postupy.

## Termodynamické vlastnosti
Termodynamické vlastnosti nitrylfluoridu byly prozkoumány pomocí infračervené a Ramanovy spektroskopie; standardní slučovací teplo FNO2 je −80 ± 9 kJ/mol.
- Rovnováha jednomolekulárního rozkladu FNO2 je při teplotě 500 kelvinů minimálně o šest řádů ve prospěch produktů, při 1 000 kelvinech o dva řády.[6]
- Homogenní tepelný rozklad nelze zkoumat za teplot pod 1 200 kelvinů.[6]
- S rostucí teplotou se rovnováha posouvá ve prospěch reaktantů.[6]
- Disociační energie vazby N-F u nitrylfluoridu je 193 kJ/mol, tedy přibližně o 75 kJ/mol nižší, než je u jednoduchých vazeb N-F běžné; což lze přičíst vlivu „reorganizační energie“ NO2 radikálu; radikál NO2 v FNO2 je tak méně stabilní než samotný NO2. Liché elektrony využité na vznik vazby N-F bond tvoří v NO2 rezonující tříelektronovou vazbu, která molekulu stabilizuje.[6]

## Reakce
Nitrylfluorid lze použít na přípravu organických nitrosloučenin a esterů kyseliny dusičné.